# Jan Bockelson van Leiden
Jan Bockelson van Leiden (ca. 1509-1536) var en anabaptist-leder fra den hollandske by Leiden. Han var uægte søn af en hollandsk borgmester og skrædderlærling af erhverv.
Efter at være opvokset i fattigdom som uægte barn blev den unge Bockelson en karismatisk anfører, der blev tilbedt af sine tilhængere. Ifølge ham selv drog han til den tyske by Münster i 1533, fordi han havde hørt om byens prædikanter. Han sendte bud efter Jan Matthijs, der havde døbt ham. Efter sin ankomst blev Matthijs – der blev anset for at være profet – leder af byen. Efter et mislykket militært angreb påskesøndag 1534, hvori Matthijs blev dræbt, var Bockelson konge af Münster indtil byens fald i juni 1535. Han indførte et teokrati i Münster og oprettede en kommunalistisk og polygam stat. Ifølge visse kilder havde Bockelson 16 koner, hvilket skyldtes, at han have indført en lov om, at en ugift kvinde skulle gifte sig med den første, der friede. Da kvinder var tvunget til at gifte sig, konkurrerede mændene om at have flest koner. Bockelson halshuggede offentligt en af sine koner, da hun gjorde oprør mod hans autoritet.
Münsters hær blev slået i 1535 af biskop Franz von Waldeck, og Bockelson blev taget til fange. I januar 1536 blev han sammen med Bernhard Krechting og Bernhard Knipperdolling tortureret og derefter henrettet. De blev bundet til en pæl med en jernkrave med jernpigge, og deres kroppe blev i en time sønderrevet med rødglødende tænger. Derefter blev deres tunger flået ud, hvorefter de blev dræbt med en brændende kniv gennem hjertet. Deres lig blev hejst op i bure over Sankt Lamberti Kirke og efterladt til at rådne op. Knoglerne blev fjernet efter 50 år, men burene er blevet hængende ind i det 21. århundrede.

Denne artikel er en oversættelse af artiklen John of Leiden på den engelske Wikipedia. 